# Zrinka Cvitešić
Zrinka Cvitešić, née le 18 juillet 1979 en Croatie, est une actrice croate. 

## Biographie
A été formée à l'Académie d'Art dramatique de Zagreb. 

## Filmographie partielle
- 2001 : Celestial Body
- 2004 : La Femme mousquetaire : Elena
- 2005 : Što je muškarac bez brkova? : Tatjana
- 2010 : Le Choix de Luna : Luna
- 2012 : Die Brücke am Ibar (My Beautiful Country) : Danica
- 2015 : London Spy : Sara
- 2015 : Main basse sur Pepys Road : Matya

### Télévision

#### Séries télévisées
- 2023 : Le Pouvoir (The Power) : Tatiana Moskalev